# ام‌بالا انزولا
ام‌بالا انزولا (به انگلیسی: M'Bala Nzola) (زاده ۱۸ اوت ۱۹۹۶) یک فوتبال حرفه‌ای آنگولایی است که به عنوان مهاجم به صورت قرضی از باشگاه سری آ فیورنتینا برای باشگاه لیگ ۱ لانس و تیم ملی تیم ملی آنگولا بازی می‌کند.

## عملکرد باشگاهی
در ۲۸ ژانویه ۲۰۱۵، انزولا اولین بازی حرفه‌ای خود را برای آکادمیکا در یک بازی از جام اتحادیه پرتغال در فصل ۱۵–۲۰۱۴ مقابل پورتو انجام داد و به عنوان بازیکن تعویضی در شکست ۴–۱ خارج از خانه به میدان آمد.
در ۷ اوت ۲۰۱۶، او به باشگاه سری سی ایتالیا باشگاه فوتبال ویرتوس فرانچاویلا پیوست.
در ۷ اوت ۲۰۱۷، پس از کمک به ویرتوس فرانچاویلا برای رسیدن به پلی‌آف لیگ دسته اول، انزولا قراردادی چهار ساله با باشگاه فوتبال کارپی امضا کرد.
در ۱۶ اوت ۲۰۱۸، او به صورت قرضی به مدت یک فصل به باشگاه تراپانی در سری سی پیوست. تراپانی موظف بود در صورت صعود تراپانی به سری بی، او را در پایان مدت قرارداد قرضی از کارپی خریداری کند. در ۱۵ ژوئن، او اولین گل پیروزی تراپانی مقابل پیاچنزا را به ثمر رساند و پس از آن، تراپانی پس از دو سال حضور در سری سی، به سری بی صعود کرد.
در ۱۳ ژانویه ۲۰۲۰، او به صورت قرضی با حق خرید به باشگاه اسپتزیا در سری بی پیوست.
در ۷ اکتبر ۲۰۲۰، انزولا قراردادی سه ساله با اسپتزیا امضا کرد. در ۱۰ اوت ۲۰۲۳، او به تیم دیگر ایتالیایی، فیورنتینا، پیوست.

## عملکرد ملی
انزولا که در آنگولا متولد شده اما در فرانسه بزرگ شده بود، واجد شرایط بازی در هر دو کشور در سطح بین‌المللی بود.
در مارس ۲۰۲۱، چند ماه پس از ابراز تمایل خود برای نمایندگی آنگولا، او اولین دعوت خود را به تیم ملی دریافت کرد. چند روز پس از آن، در ۲۵ مارس ۲۰۲۱، او اولین بازی خود را برای پالانکاس نگراس در مقابل گامبیا، در یک مسابقه مقدماتی جام ملت‌های آفریقا، انجام داد.

## زندگی شخصی
انزولا در کابیندا، یک منطقه برون‌بومی آنگولا، متولد شد و در کودکی به فرانسه مهاجرت کرد.

## آمار باشگاهی

### باشگاهی
تا تاریخ ۱۱ آوریل ۲۰۲۵
| باشگاه            | فصل          | لیگ               | لیگ      | لیگ    | جام داخلی | جام داخلی | جام اتحادیه | جام اتحادیه | اروپایی  | اروپایی | سایر     | سایر   | مجموع    | مجموع  |
| باشگاه            | فصل          | دسته              | بازی(ها) | گل(ها) | بازی(ها)  | گل(ها)    | بازی(ها)    | گل(ها)      | بازی(ها) | گل(ها)  | بازی(ها) | گل(ها) | بازی(ها) | گل(ها) |
| ----------------- | ------------ | ----------------- | -------- | ------ | --------- | --------- | ----------- | ----------- | -------- | ------- | -------- | ------ | -------- | ------ |
| آکادمیکا          | ۱۵–۲۰۱۴      | پریمیرا لیگا      | ۰        | ۰      | –         | –         | ۲           | ۱           | –        | –       | –        | –      | ۲        | ۱      |
| سرتانسی           | ۱۶–۲۰۱۵      | کامپیوناتو پرتغال | ۲۵       | ۷      | ۱         | ۱         | –           | –           | –        | –       | –        | –      | ۲۶       | ۸      |
| ویرتوس فرانچاویلا | ۱۷–۲۰۱۶      | سری سی            | ۳۳       | ۱۱     | ۳         | ۱         | –           | –           | –        | –       | 2        | –      | ۳۸       | ۱۲     |
| ویرتوس فرانچاویلا | ۱۸–۲۰۱۷      | سری سی            | ۰        | ۰      | ۱         | ۱         | –           | –           | –        | –       | –        | –      | ۱        | ۱      |
| ویرتوس فرانچاویلا | مجموع        | مجموع             | ۳۳       | ۱۱     | ۴         | ۲         | –           | –           | –        | –       | ۲        | ۰      | ۳۹       | ۱۳     |
| کارپی             | ۱۸–۲۰۱۷      | سری بی            | ۱۴       | ۰      | ۲         | ۱         | –           | –           | –        | –       | –        | –      | ۱۵       | ۱      |
| تراپانی (قرضی)    | ۱۹–۲۰۱۸      | سری سی            | ۲۹       | ۷      | ۳         | ۰         | –           | –           | –        | –       | 4        | ۱      | ۳۶       | ۸      |
| تراپانی           | ۲۰–۲۰۱۹      | سری بی            | ۱۲       | ۱      | ۲         | ۱         | –           | –           | –        | –       | –        | –      | ۱۴       | ۲      |
| اسپتزیا (قرضی)    | ۲۰–۲۰۱۹      | سری بی            | ۱۷       | ۶      | ۰         | ۰         | –           | –           | –        | –       | 4        | ۱      | ۲۱       | ۷      |
| اسپتزیا           | ۲۱–۲۰۲۰      | سری آ             | ۲۵       | ۱۱     | ۰         | ۰         | –           | –           | –        | –       | –        | –      | ۲۵       | ۱۱     |
| اسپتزیا           | ۲۲–۲۰۲۱      | سری آ             | ۲۱       | ۲      | ۱         | ۰         | –           | –           | –        | –       | –        | –      | ۲۲       | ۲      |
| اسپتزیا           | ۲۳–۲۰۲۲      | سری آ             | ۳۱       | ۱۳     | ۲         | ۲         | –           | –           | –        | –       | ۱        | ۰      | ۳۴       | ۱۵     |
| اسپتزیا           | مجموع        | مجموع             | ۹۴       | ۳۲     | ۳         | ۲         | –           | –           | –        | –       | ۵        | ۱      | ۱۰۲      | ۳۵     |
| فیورنتینا         | ۲۴–۲۰۲۳      | سری آ             | ۳۳       | ۳      | ۲         | ۱         | –           | –           | ۱۱       | ۳       | ۱        | ۰      | ۴۷       | ۷      |
| لانس              | ۲۵–۲۰۲۴      | لیگ ۱             | ۲۱       | ۶      | ۱         | ۱         | –           | –           | 1        | ۰       | —        | —      | ۲۳       | ۷      |
| مجموع عملکرد      | مجموع عملکرد | مجموع عملکرد      | ۲۶۱      | ۶۷     | ۱۸        | ۶         | ۲           | ۱           | ۱۲       | ۳       | ۱۲       | ۲      | ۳۰۵      | ۷۹     |

1. ↑  شامل جام حذفی فوتبال پرتغال، کوپا ایتالیا
2. ↑  شامل جام اتحادیه پرتغال
3. 1 2  بازی(ها) در پلی‌آف صعود به لگا پرو
4. ↑  بازی(ها) در پلی‌آف صعود به سری B
5. ↑  بازی(ها) در پلی‌آف سقوط سری آ
6. ↑  بازی(ها) در لیگ کنفرانس اروپا
7. ↑  بازی(ها) در سوپر جام فوتبال ایتالیا
8. ↑  بازی(ها) در لیگ اروپا

### ملی
تا تاریخ ۱۸ نوامبر ۲۰۲۴
| تیم ملی | سال   | بازی(ها) | گل(ها) |
| ------- | ----- | -------- | ------ |
| آنگولا  | ۲۰۲۱  | ۳        | ۱      |
| آنگولا  | ۲۰۲۲  | ۲        | ۱      |
| آنگولا  | ۲۰۲۳  | ۱        | ۰      |
| آنگولا  | ۲۰۲۴  | ۲        | ۰      |
| مجموع   | مجموع | ۸        | ۲      |

گل‌ها و نتایج ابتدا تعداد گل‌های آنگولا را نمایش می‌دهد، ستون نتیجه بعد گل، نتیجه بعد از هر گل انزولا را نشان می‌دهد.
| ش. | تاریخ          | ورزشگاه                           | رقیب          | نتیجه بعد گل | ن.ن.ب. | مسابقات                        |
| -- | -------------- | --------------------------------- | ------------- | ------------ | ------ | ------------------------------ |
| ۱  | ۱۲ نوامبر ۲۰۲۱ | ورزشگاه ۱۱ نوامبر، لوآندا، آنگولا | مصر           | ۲–۰          | ۲–۲    | مقدماتی جام جهانی فوتبال ۲۰۲۲  |
| ۲  | ۱ ژوئن ۲۰۲۲    | ورزشگاه ۱۱ نوامبر، لوآندا، آنگولا | آفریقای مرکزی | ۱–۱          | ۲–۱    | مقدماتی جام ملت‌های آفریقا ۲۰۲۳ |